# WFUV
A WFUV (90,7 FM) egy nem kereskedelmi rádióállomás, amely New Yorkból sugározza műsorait. Az állomás a Fordham University tulajdona, stúdiói a bronxi campuson, az antennája pedig a közeli Montefiore Medical Center tetején található. A WFUV először 1947-ben került adásba, és 1990-ben vált professzionális nyilvános rádióállomássá. Egyike a három NPR rádiónak New Yorkban.
A rádió hetente 375 000 hallgatót szolgál ki New York környezetében, és havonta további 100 000 hallgatót az interneten, világszerte. 2021 januárjától a WFUV a harmadik legnépszerűbb rádióadó minden rockzenei, dzsesszzei műfajban a New York-i piacon, a WAXQ és a WNYL után.
A WFUV HD-ben sugározza műsorait, az All Musicot pedig HD2 csatornán adják.
A stúdiónak interjúk és fellépések is kiemelkedő eseményei. Az adás vendégei között szerepelt Arthur Godfrey (1947-ben), Pete Hamill, Steve Buscemi, Tim Robbins, Jefferson Airplane, The Association, Graham Nash, Roger McGuinn, The Washington Squares, Suzanne Vega, Jimmy Webb, Peter, Paul and Mary, Cyndi Lauper, Sting, Bo Diddley, Judy Collins, Lou Reed, Brian Wilson, Robert Klein, Kevin Bacon, Dick Cavett, Glen Campbell, Ringo Starr, Joshua Bell, Paul Simon, Art Garfunkel, Robbie Robertson, Los Lobos, Tony Bennett, John Zacherle, The Bad Plus, Buddy Guy, Rosanne Cash, Elvis Costello, Ani DiFranco, The Polyphonic Spree, Jackson Browne, Ben Harper, Richard Barone, The Decemberists, Moby, Uncle Tupelo, Josh Ritter, Neil Young, Rhiannon Giddens (2020) ...
A WFUV sok más új művészt is bemutatott az évek során.